# Magnus Bernhardsen
Magnus Bernhardsen (Oslo, nacido en 1976) es un licenciado en ciencias literarias y activista noruego. Fue presidente de Norsk Målungdom de 1998 a 2000 y después de eso ha tenido roles de liderazgo en Noregs Mållag. Fue el presidente de la asociación noruega de escepticismo científico Skepsis Norge desde 2014 hasta 2016.
En 2019 Bernhardsen recibió una maestría en literatura nórdica de la Universidad de Oslo.
En 1995 escribió el folleto Biji Kurdistan junto con Lars Juhlin (publicado por Red Youth) después de un viaje de reportaje a Kurdistán.